# Fredrik Jensen
Hans Fredrik Jensen, plus connu sous le nom de Fredrik Jensen, né le 9 septembre 1997 à Porvoo en Finlande, est un footballeur finlandais, évoluant au poste de milieu offensif à l'Aris Salonique.

## Biographie

### En club
Le 27 juin 2018, il signe un contrat de cinq ans avec le FC Augsbourg, contre la somme de 3 millions d'euros. Il inscrit son premier but pour Augsbourg le 13 décembre 2019 contre le TSG 1899 Hoffenheim, en championnat. Il est titulaire et son équipe s'impose par quatre buts à deux ce jour-là.

### En équipe nationale
Il reçoit sa première sélection en équipe de Finlande le 28 mars 2017, en amical contre l'équipe d'Autriche. Il inscrit un but à cette occasion (score : 1-1 à Innsbruck). Il joue ensuite lors de cette même année deux matchs rentrant dans le cadre des éliminatoires du mondial 2018, contre l'Ukraine et le Kosovo.
Il est par la suite membre des 26 joueurs sélectionnés par Markku Kanerva pour disputer l'Euro 2020, première compétition internationale officielle de l'histoire pour les Finlandais. Le 16 juin 2021, il débute sur le banc pour le deuxième match de la Finlande face à la Russie à l’Euro 2020 mais entre en jeu en remplaçant Joona Toivio à la 84e minute. Les Finlandais perdront ce match sur le score de 1-0. Jensen disputera deux des trois matchs du tournoi face à la Russie (défaite 0-1) et la Belgique (défaite 0-2). Les Finlandais sortiront dès la phase de poules.

## Statistiques
| Saison                | Club                  | Championnat           | Championnat | Championnat | Coupe(s) nationale(s) | Coupe(s) nationale(s) | Finlande | Finlande | Total | Total |
| Saison                | Club                  | Division              | M.          | B.          | M.                    | B.                    | M.       | B.       | M.    | B.    |
| 2016-2017             | FC Twente             | Eredivisie            | 25          | 4           | 1                     | 0                     | 3        | 1        | 29    | 5     |
| 2017-2018             | FC Twente             | Eredivisie            | 24          | 4           | 4                     | 0                     | 3        | 1        | 31    | 5     |
| Sous-total            | Sous-total            | Sous-total            | 49          | 8           | 5                     | 0                     | 6        | 2        | 60    | 10    |
| 2018-2019             | FC Augsbourg          | Bundesliga            | 6           | 0           | 3                     | 0                     | 2        | 1        | 11    | 1     |
| 2019-2020             | FC Augsbourg          | Bundesliga            | 10          | 1           | 1                     | 0                     | 3        | 1        | 14    | 2     |
| 2020-2021             | FC Augsbourg          | Bundesliga            | 13          | 0           | 1                     | 2                     | 7        | 3        | 21    | 5     |
| 2021-2022             | FC Augsbourg          | Bundesliga            | 12          | 0           | 1                     | 1                     | 7        | 0        | 20    | 1     |
| 2022-2023             | FC Augsbourg          | Bundesliga            | 20          | 2           | 1                     | 1                     | 1        | 0        | 22    | 3     |
| 2023-2024             | FC Augsbourg          | Bundesliga            | 19          | 2           | -                     | -                     | 2        | 0        | 21    | 2     |
| Sous-total            | Sous-total            | Sous-total            | 78          | 3           | 6                     | 3                     | 22       | 5        | 106   | 11    |
| Total sur la carrière | Total sur la carrière | Total sur la carrière | 127         | 11          | 12                    | 4                     | 28       | 7        | 167   | 22    |